# Lišajovití
Lišajovití (Sphingidae) je čeleď motýlů, kterou popsal poprvé v roce 1802 francouzský entomolog Pierre André Latreille. Na celém světě se vyskytuje přibližně 1100 druhů a to převážně v tropických a subtropických oblastech. Pro čeleď je charakteristické, že její zástupci mají atypicky proudnicově tvarované tělo, což jim umožňuje létat rychlostí nad 50 km/h. Řadí se tak mezi nejrychleji létající hmyz.
Lišajovití se dělí na podčeledi:
- Smerinthinae (Grote & Robinson, 1865)
- Sphinginae (Latreille, 1802)
- Macroglossinae (Harris, 1839)

## Zástupci
- lišaj smrtihlav
- lišaj paví oko
- lišaj vrbkový
- lišaj topolový
- lišaj lipový
- lišaj vinný
- lišaj šeříkový
- lišaj svlačcový
- lišaj oleandrový
- lišaj svízelový
- lišaj pupalkový
- lišaj pryšcový
- lišaj borový
- lišaj kyprejový
- dlouhozobka zimolezová
- dlouhozobka chrastavcová
- dlouhozobka svízelová

## Galerie

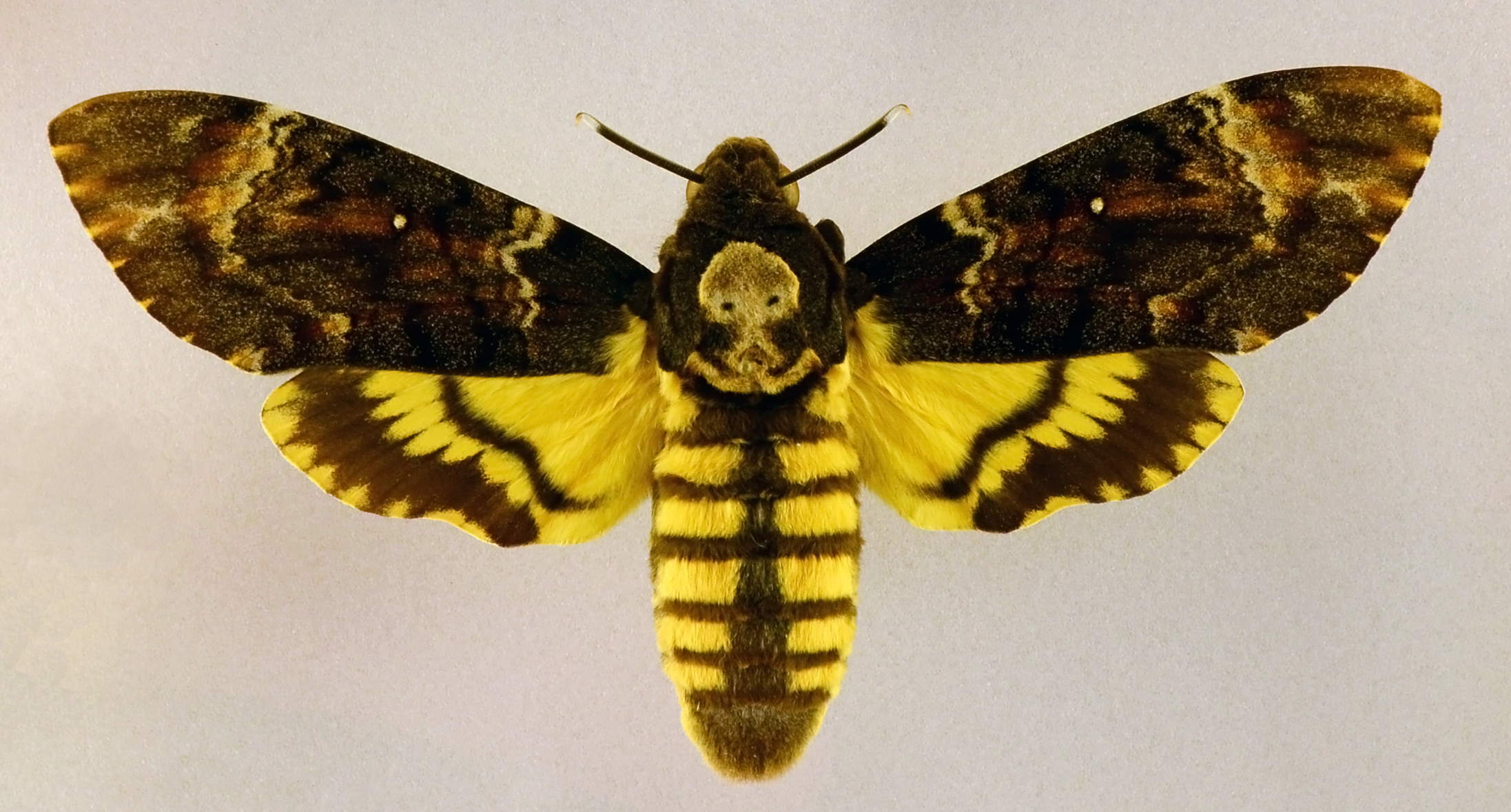
Lišaj smrtihlav
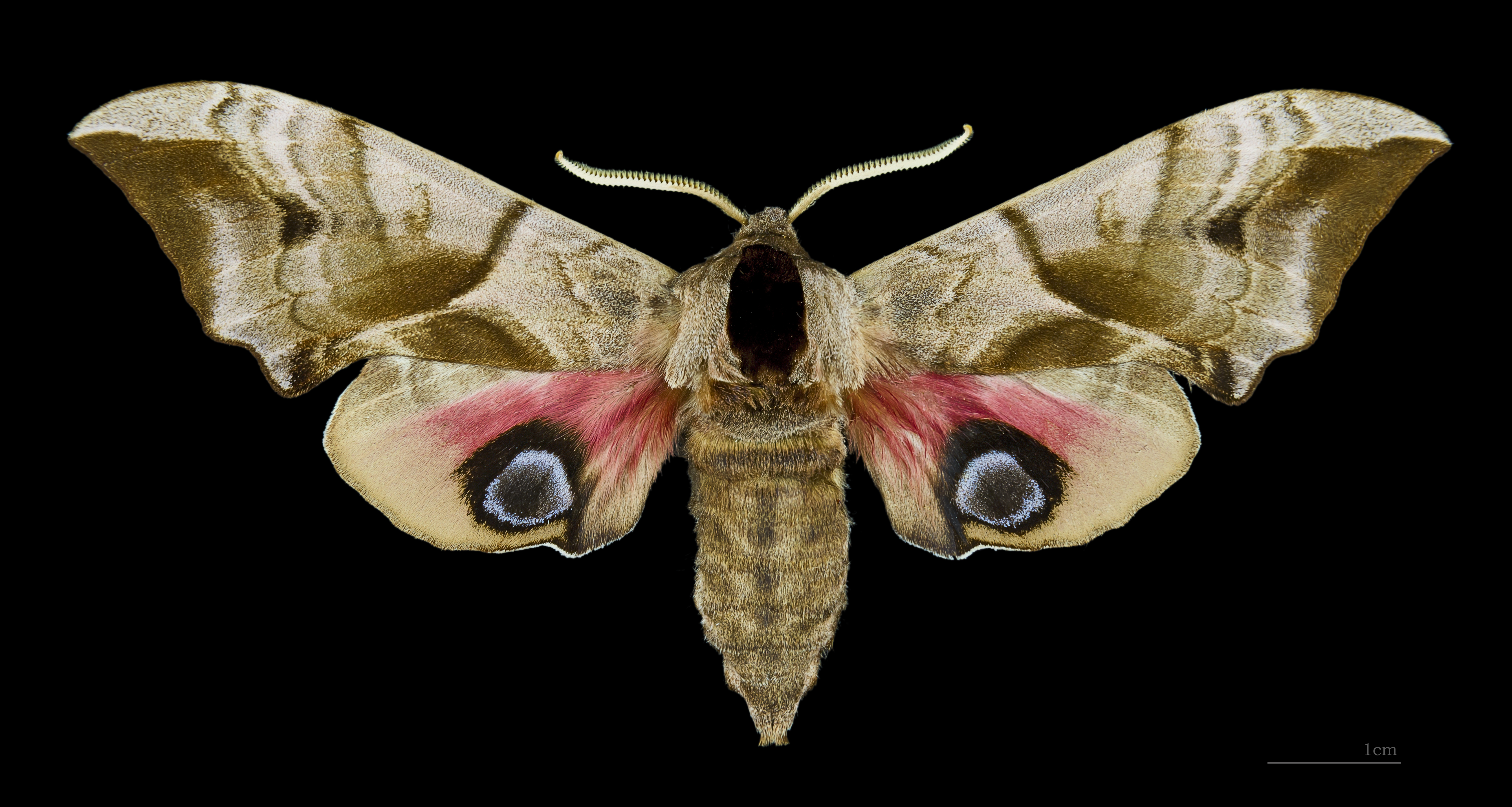
Lišaj paví oko
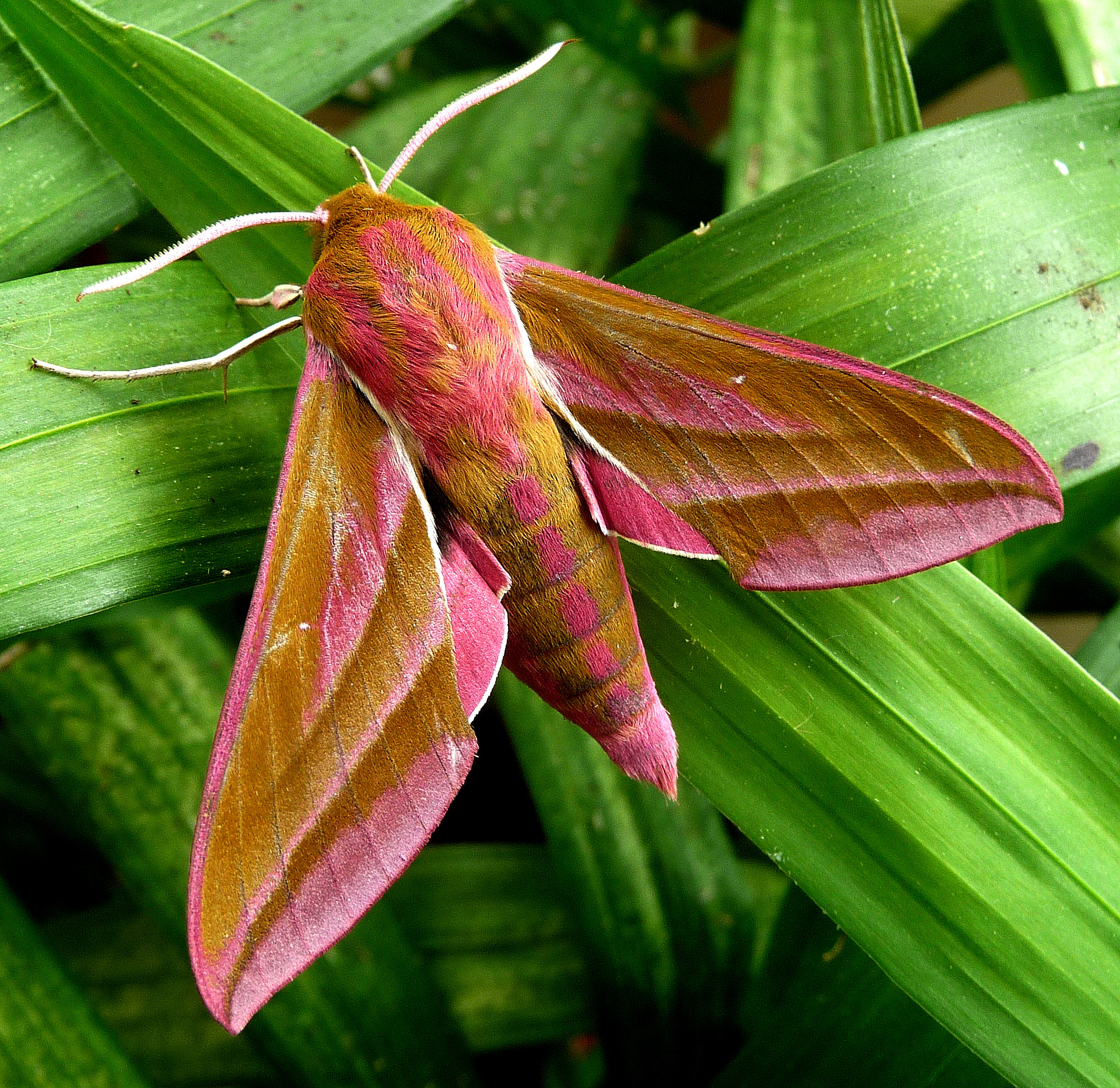
Lišaj vrbkový
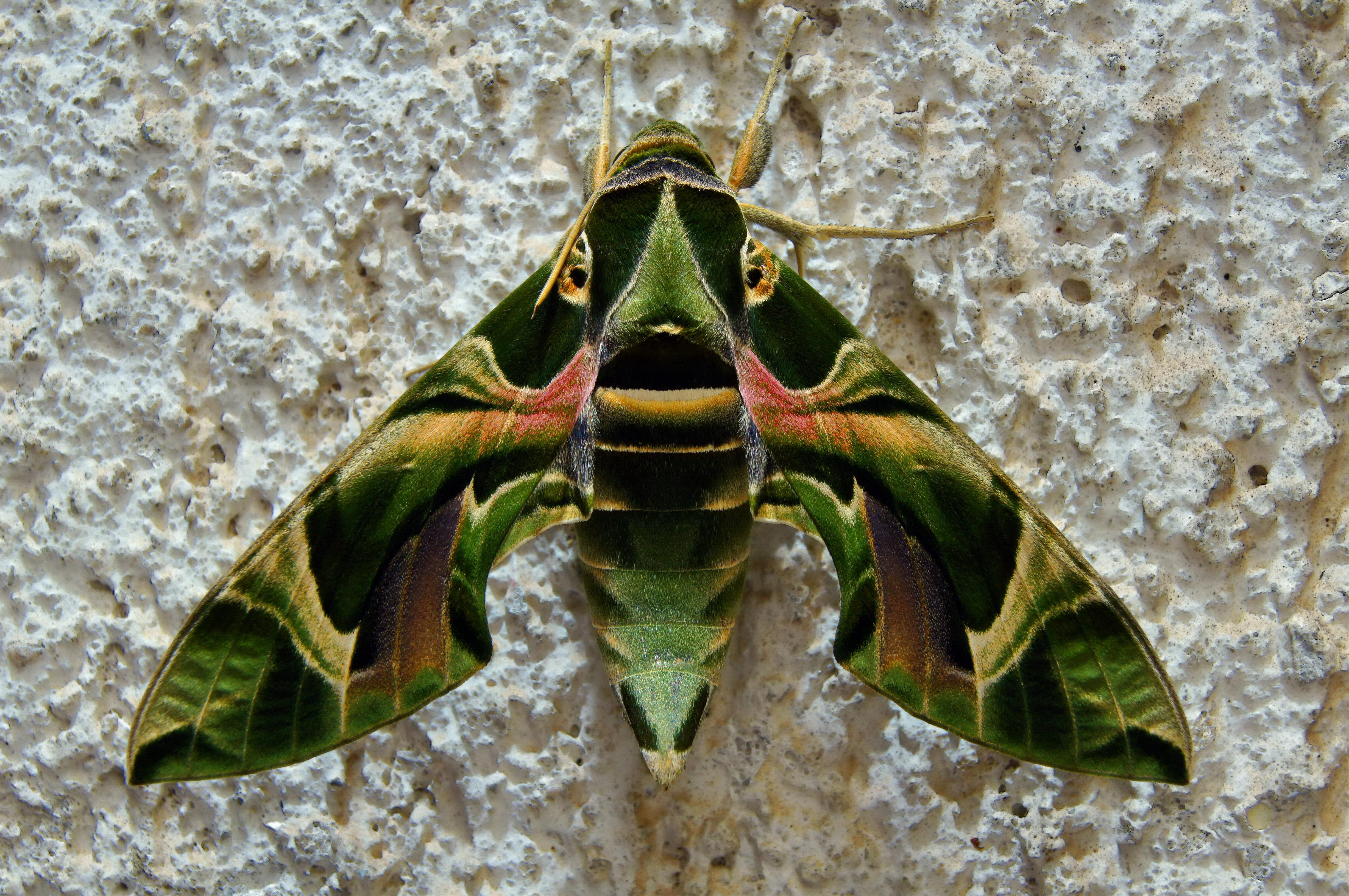
Lišaj oleandrový
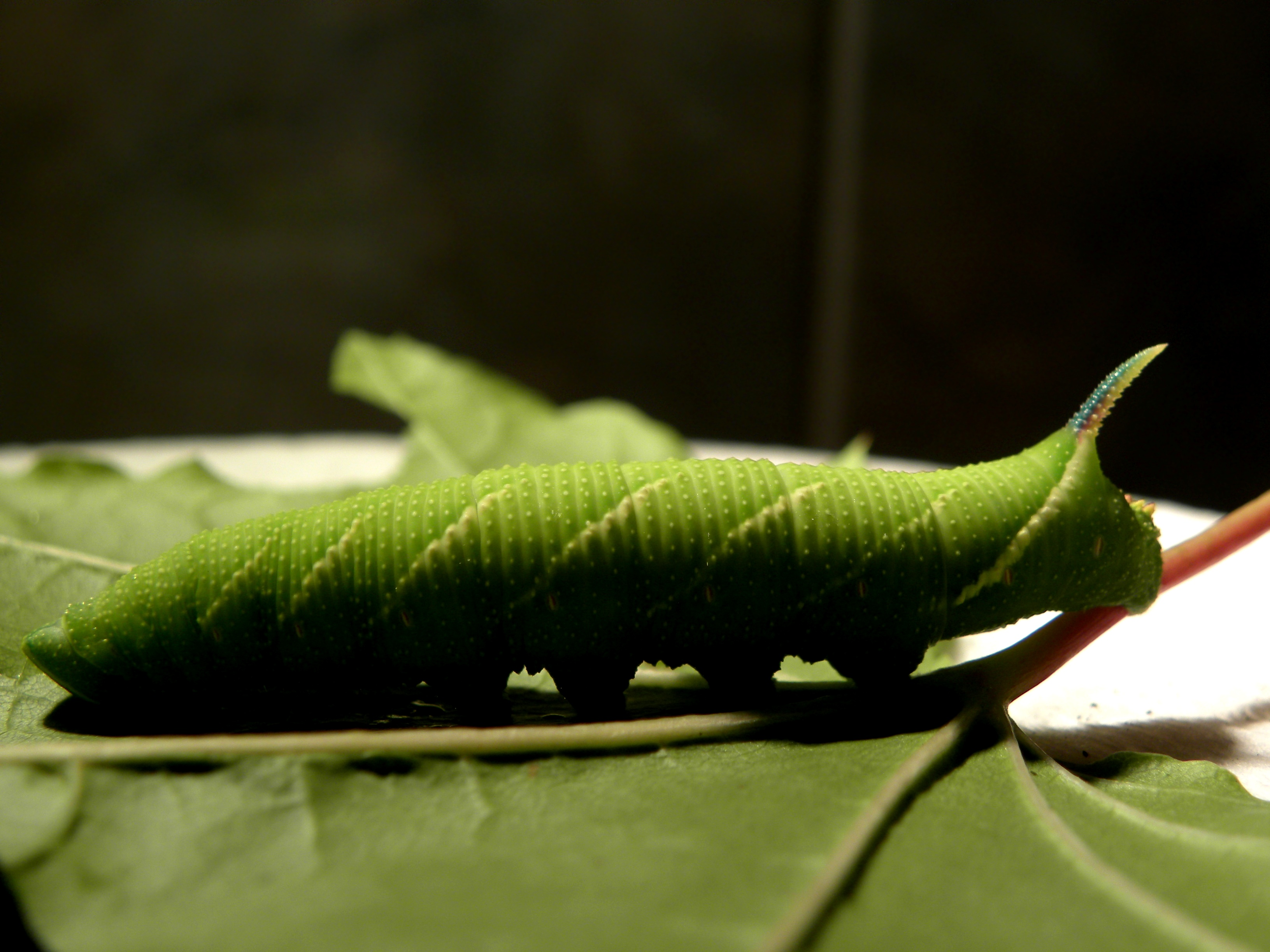
Housenka lišaje lipového s typickým růžkem na posledním článku těla
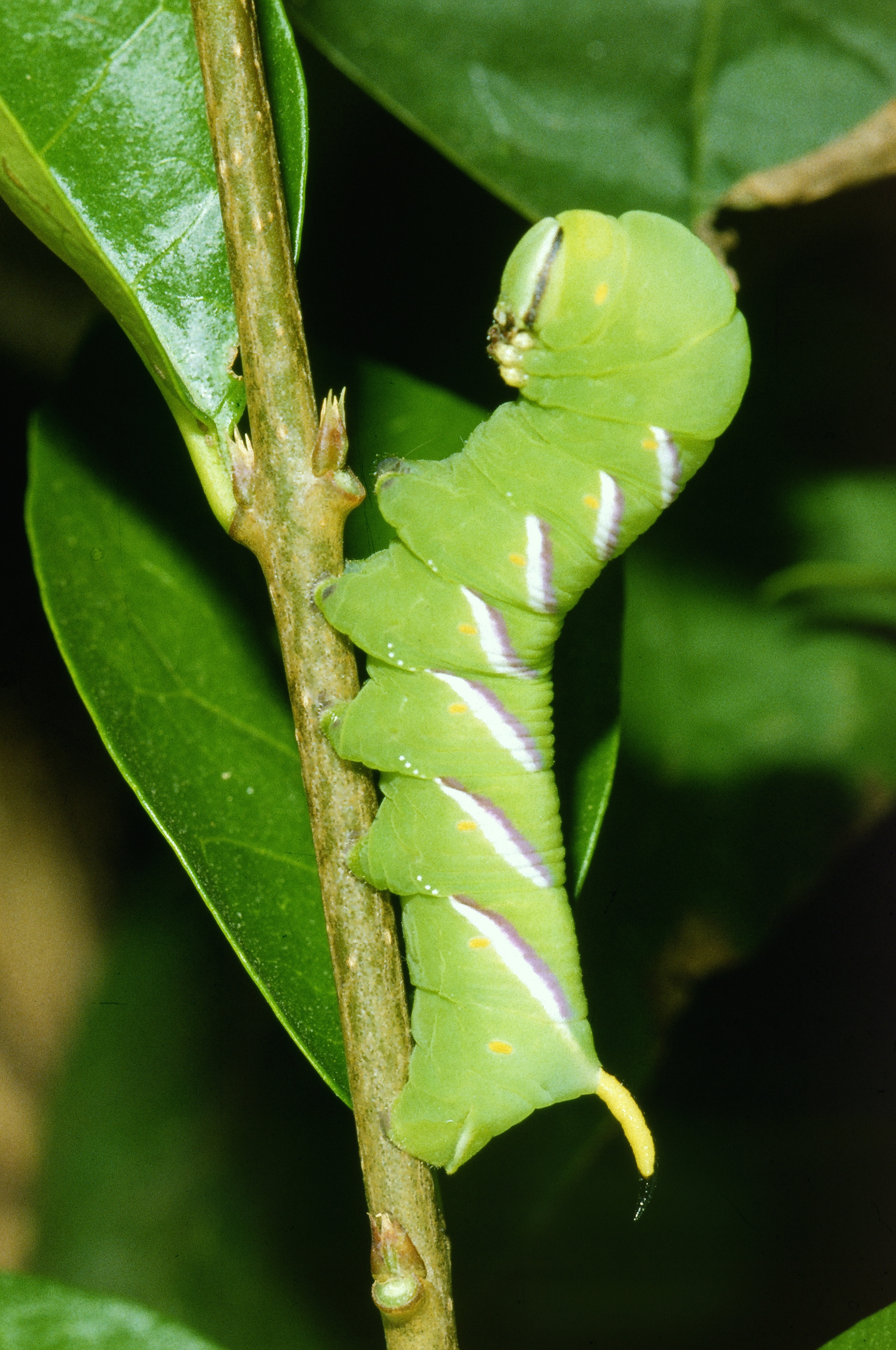
Housenka lišaje šeříkového v obranném postoji